# Udeocoris levis
Udeocoris levis är en insektsart som beskrevs av Alan C. Eyles 1971. Udeocoris levis ingår i släktet Udeocoris och familjen Rhyparochromidae. Inga underarter finns listade i Catalogue of Life.